# Ahmed Al-Rawahi
Ahmed Faraj Abdulla Al-Rawahi, noto semplicemente come Ahmed Al-Rawahi (in arabo أحمد فرج عبدالل الرواحي‎?; Mascate, 5 maggio 1997), è un calciatore omanita, portiere dell'Al-Nasr e della Nazionale omanita.

## Carriera

### Club
Ha giocato nella prima divisione omanita.

### Nazionale
Con la nazionale omanita ha preso parte alla Coppa d'Asia 2019 ed alla Coppa d'Asia 2023.

## Statistiche

### Cronologia presenze e reti in nazionale
| Cronologia completa delle presenze e delle reti in nazionale ― Oman | Cronologia completa delle presenze e delle reti in nazionale ― Oman | Cronologia completa delle presenze e delle reti in nazionale ― Oman | Cronologia completa delle presenze e delle reti in nazionale ― Oman | Cronologia completa delle presenze e delle reti in nazionale ― Oman | Cronologia completa delle presenze e delle reti in nazionale ― Oman | Cronologia completa delle presenze e delle reti in nazionale ― Oman | Cronologia completa delle presenze e delle reti in nazionale ― Oman |
| Data                                                                | Città                                                               | In casa                                                             | Risultato                                                           | Ospiti                                                              | Competizione                                                        | Reti                                                                | Note                                                                |
| ------------------------------------------------------------------- | ------------------------------------------------------------------- | ------------------------------------------------------------------- | ------------------------------------------------------------------- | ------------------------------------------------------------------- | ------------------------------------------------------------------- | ------------------------------------------------------------------- | ------------------------------------------------------------------- |
| 25-3-2021                                                           | Dubai                                                               | India                                                               | 1 – 1                                                               | Oman                                                                | Amichevole                                                          | -1                                                                  |                                                                     |
| Totale                                                              |                                                                     | Presenze                                                            | 1                                                                   |                                                                     | Reti                                                                | -1                                                                  |                                                                     |